# Operatie Wintergewitter
Operatie Wintergewitter (Duits: Unternehmen Wintergewitter) (Nederlands: Operatie Winterstorm) was een ontzettingsoperatie van de Duitse Wehrmacht in de Tweede Wereldoorlog aan het oostfront. Voor de Sovjets was deze operatie ook bekend als de Kotelnikovo Operatie (Russisch: Коте́льниковская опера́ция).

Nadat het Duitse 6e Leger op 22 november 1942 ingesloten was rond Stalingrad door de Sovjets in Operatie Uranus, werd er door de Duitse legerleiding besloten een ontzettingsactie op touw te zetten. Op 12 december lanceerde  de Armeegruppe Hoth vanuit Kotelnikovo de operatie. Ondanks initieel goede resultaten liep de operatie toch vast onder toenemende Sovjet-tegenstand. Op 23 december kwam de operatie ten einde en was het 6e Leger op zichzelf aangewezen.

## Achtergrond
Op 22 november 1942 werden bijna 300.000 Duitse en Roemeense soldaten bij Stalingrad ingesloten door het Rode Leger in Operatie Uranus. In het licht van de Sovjetaanval was op 21 november de Heeresgruppe Don opgericht, onder bevel van Veldmaarschalk Erich von Manstein. Deze nieuwe legergroep beschikte over het Duitse 4e Pantserleger en 6e Leger en de Roemeense 3e en 4e Legers. Maar in plaats van een uitbraak van het 6e Leger te gelasten, werd besloten de troepen in Stalingrad te laten, aangezien rijksmaarschalk Hermann Göring beloofd had met zijn Luftwaffe het 6e Leger te kunnen bevoorraden.
De Sovjets hadden een grotere buit in hun omsingeling zitten dan verwacht en daarop werd besloten door Stavka om de binnenste en buitenste ring rond de omsingeling te versterken. Dit nam de helft van de sterkte van het Rode Leger in dit gebied in beslag. Intussen werden wel de voorbereidingen getroffen voor verder offensieven en voor het elimineren van de Duitsers in de omsingeling (Operation Koltso).
Het 6e Leger zelf was overigens al te zwak voor een uitbraak op eigen kracht. Veel tanks waren al verloren gegaan en er heerste een groot tekort aan munitie en brandstof. De kortste afstand tot Duitse troepen was meer dan 40 km en daarvoor was niet genoeg brandstof. Op 25 november kreeg von Manstein bevel een ontzettingspoging te gaan plannen onder de codenaam Operatie Wintergewitter. Von Manstein wist dat de Luftwaffe de bevoorrading niet volledig zou lukken en gaf aan dat een ontzetpoging "zo snel mogelijk" zou moeten plaatsvinden en niet kon wachten tot alle eenheden die voorzien waren ter plaatse waren.
De Sovjettroepen gingen intussen aan de beneden-Chir met rond 50.000 man tot de aanval over op 30 november. Dit noodzaakte von Manstein om het 48e Pantserkorps in te zetten om dit gebied te behouden. Door deze Sovjetoperatie werd het pantserkorps vastgehouden in verdediging, waardoor het niet beschikbaar was voor de ontzettingspoging. Aangezien dit gebied, op de kortste afstand van Stalingrad, de meest voor de hand liggende aanvalsroute zou zijn, en de Sovjets dit ook het meest versterkt hadden, werd een meer zuidelijke route gekozen voor de aanval.

## Voorbereiding
Het gebied rond Kotelnikovo werd gekozen als startpunt van de operatie.

Voor de operatie werden staven en troepen van overal vandaan gehaald. Het 57e Pantserkorps werd eind november uit het front van het 17e Leger voor Toeapse gehaald en naar het gebied bij Kotelnikovo gebracht. De 6e Pantserdivisie was al op weg vanuit Frankrijk naar het Oostfront en werd naar Kotelnikovo gedirigeerd. De 23e Pantserdivisie lag in de Kaukasus in het gebied rond de Terek en ging ook op transport. De 17e Pantserdivisie was in reserve rond Orel bij het 2e Pantserleger en zou zeker niet op tijd komen. Ook de 15e Luftwaffen-Felddivisie was voorzien, maar was zeker nog niet klaar voor zijn taak. Een zwaar tankbataljon met Tiger I tanks was toegezegd, maar die kwam ook niet. De 6e Pantserdivisie was, net opnieuw uitgerust in Frankrijk, als enige op volle sterkte.
In het gebied lagen verder de resten van het 4e Roemeense Leger en enkele verspreide Duitse detachementen.
Aan de Sovjetzijde lag het 51e Leger, dat sinds 19 november in het offensief was en dus zeker niet meer op volle sterkte was. Bijvoorbeeld het 4e Cavaleriekorps was het offensief begonnen met 10.284  man en beschikte op 11 december nog maar over 4.425 man. Wel was er op 28 november versterking gekomen in de vorm van de 85e Tankbrigade. Het hele 51e Leger beschikte over 34.000 man en 74 (operationele) tanks. De Sovjets in dit gebied waren niet echt meer offensief, maar waren ook niet voorbereid op een aanval en hadden dus ook geen verdediging opgezet.

## Slagorde op 11 december 1942

### De Duitse troepen
- 4e Pantserleger (kolonel-generaal Hermann Hoth)(als onderdeel van Armeegruppe Hoth)
  - 57e Pantserkorps (generaal der Pantsertroepen Friedrich Kirchner) 
    - 6e Pantserdivisie (generaal-majoor Erhard Raus)
    - 23e Pantserdivisie (luitenant-generaal Hans Freiherr von Boineburg-Lengsfeld)
    - 17e Pantserdivisie (generaal-majoor Fridolin von Senger und Etterlin)(vanaf 17 december 1942)

  - 6e Roemeense Legerkorps (luitenant-generaal Corneliu Dragalina)
    - 2e Roemeense Infanteriedivisie (brigadegeneraal Dumitru Tudose)
    - 18e Roemeense Infanteriedivisie (generaal-majoor Radu Băldescu)

  - 7e Roemeense Legerkorps (luitenant-generaal Florea Mitranescu)
    - 1e Roemeense Infanteriedivisie (brigadegeneraal Ioan Mihăescu)
    - 4e Roemeense Infanteriedivisie (kolonel Ioan Dumitriu)

  - Cavalerie Groep Popescu (generaal-majoor Ion Popescu)
    - 5e Roemeense Cavaleriedivisie (kolonel Vasile Mainescu)
    - 8e Roemeense Cavaleriedivisie (kolonel Corneliu Carp)

  - direct onder bevel
    - Gruppe Korne
    - Kampfgruppe von Pannwitz

### De Sovjettroepen
- 51e Sovjetleger (generaal-majoor Nikolai I. Trufanov) 
  - direct onder bevel
    - 91e Fusiliersdivisie (generaal-majoor Nikolai V. Kalinin)
    - 126e Fusiliersdivisie (kolonel Veniamin S. Romanov)
    - 302e Fusiliersdivisie (kolonel Efrem F. Makartsjoek)
    - 254e Tankbrigade (luitenant-kolonel Fedor E. Sadovski)

  - 4e Cavaleriekorps (luitenant-kolonel Timofej T. Sjapkin)
    - 61e Cavaleriedivisie (?)
    - 81e Cavaleriedivisie (?)
    - 85e Tankbrigade (luitenant-kolonel Nikolaj M. Lebedev)

## Tanksterktes op 11 december 1942

### De Duitse troepen

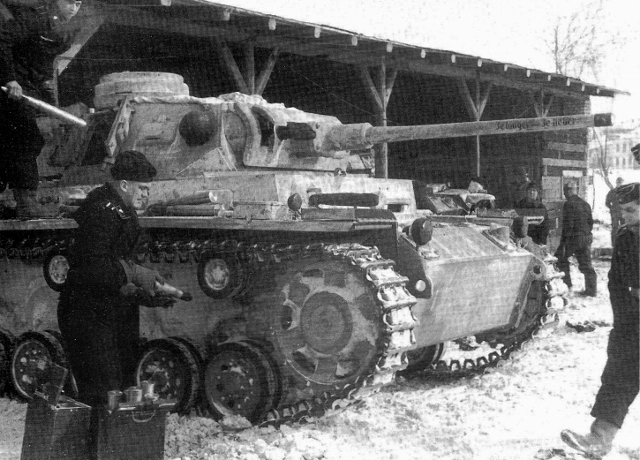
De PzKw III lang was nog steeds het belangrijkste Duitse tanktype tijdens deze operatie

- 6e Pantserdivisie: 19 Pz. II, 29 Pz. III K, 63 Pz. III L, 23 Pz. IV L, 4 Pz.Bef.Wg. = 138
- 23e Pantserdivisie: 13 Pz. II, 18 Pz. III K, 26 Pz. III L, 12 Pz. IV K, 26 Pz. IV L, 2 Pz.Bef.Wg. = 97

Totaal dus 235 inzetbare tanks

En vanaf 17 december 1942:
- 17e Pantserdivisie: 4 Pz. II, 13 Pz. III K, 22 Pz. III L, 7 Pz. IV K, 9 Pz. IV L, 0 Pz.Bef.Wg. = 55

### De Sovjettroepen

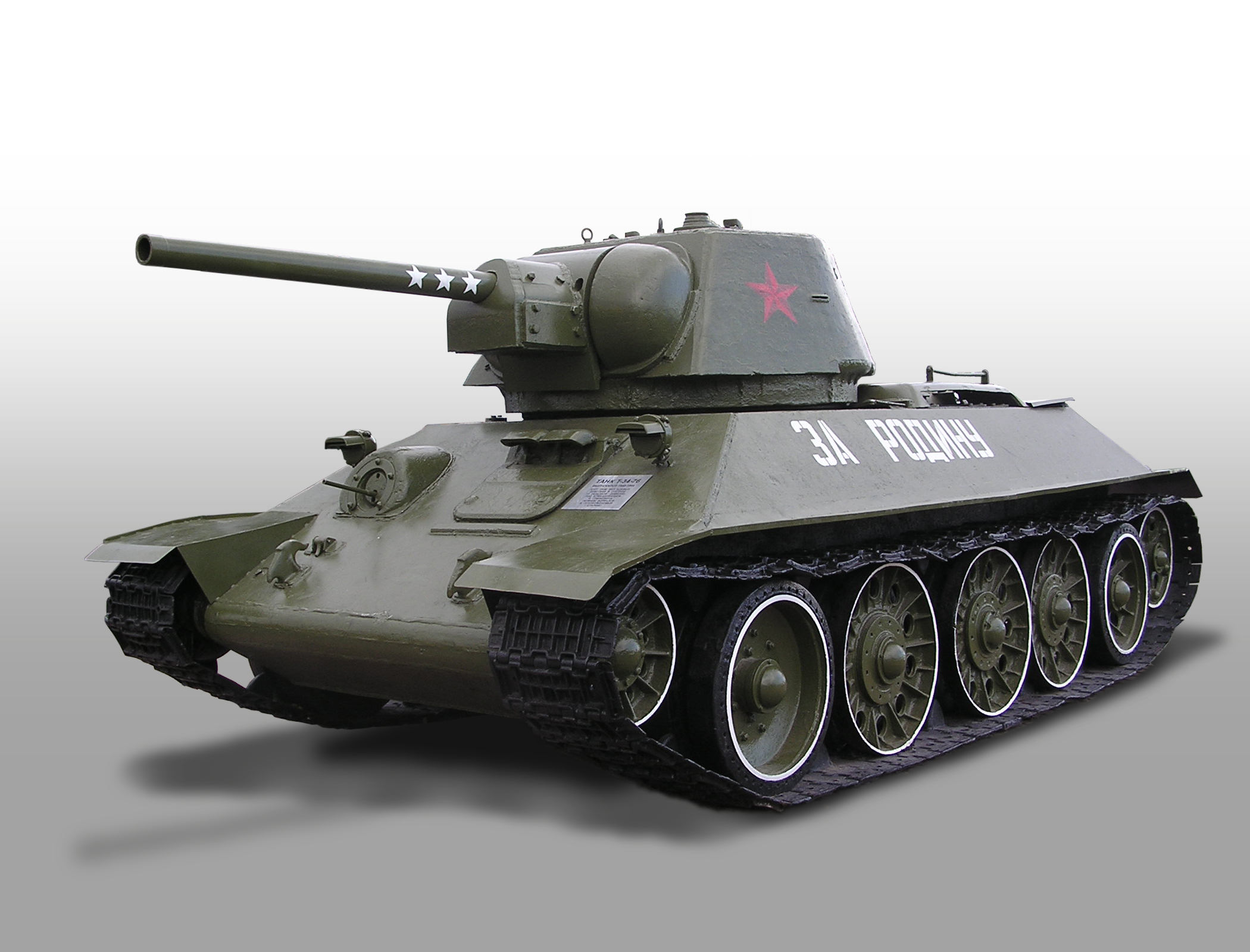
De T-34 tank was de standaard Sovjet-tank geworden

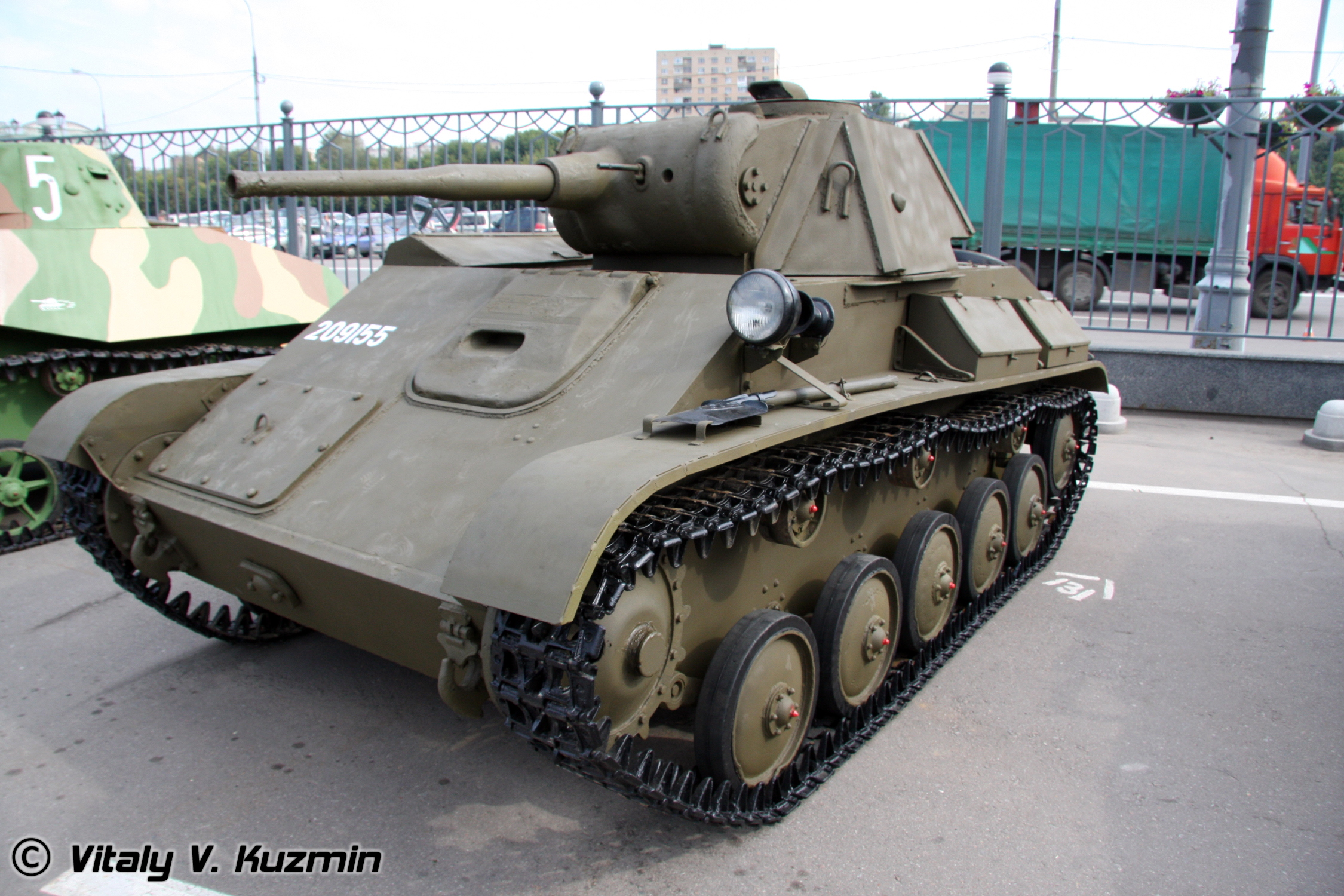
De lichte T-70 werd veel gebruikt in dit conflict

- 85e Tankbrigade: 2 KV, 8 T-34, 14 T-70 = 24
- 254e Tankbrigade: 1 T-26 = 1
- 13 Tankkorps: 28 T-34, 21 T-70 = 49

Totaal dus 74 inzetbare tanks

Binnen 24 uur hadden het 4e Gemechaniseerde Korps met 94 (44 T-34, 50 T-70), de 235e Vlammenwerper Tankbrigade met 44 (28 KV, 16 T-34, meest vlammenwerpertanks) en het 234e Tankregiment met 35 tanks (21 T-34, 14 T-70), dus totaal 173 inzetbare tanks, orders gekregen om zich bij de verdediging te voegen.

## Fase 1: snelle Duitse opmars 12-13 december 1942
Op 12 december, om 05:20 startte de aanval van het 57e Pantserkorps met de 6e Pantserdivisie als speerpunt, langs de spoorlijn vanuit Kotelnikova in noordoostelijke richting, op weg naar Stalingrad. De 23e Pantserdivisie startte iets later, om 09:50. De Sovjets waren duidelijk verrast en boden weinig tegenstand. De aanval was grotendeels gericht tegen de 302e Fuseliersdivisie en nadat de eerste lijn met infanterie was overwonnen, ging de opmars snel. Sovjetartillerie werd buitgemaakt voor ze onklaar gemaakt kon worden. De beide pantserdivisies gingen zo snel dat op de eerste dag tot wel 50 km opgerukt kon worden. De 302e Fuseliersdivisie was aan het eind van de dag volledig overlopen. Wel begon de Sovjetinfanterie om dorpen in het pad van de Duitse opmars te versterken, maar de Sovjetcavalerie was zwak en bood nauwelijks serieuze tegenstand.

De volgende dag ging de opmars verder, richting de rivier de Aksay en deze werd vervolgens overgestoken. Op dit punt begon een meerdaagse strijd rond het kleine Kozakkendorp Verchnekoemski. Het dorp was een onvermijdelijk punt van Kotelnikovo naar Stalingrad. De barre steppe eromheen was bezaaid met ravijnen en geulen, bedekt met diepe verraderlijke sneeuw. Aan de Sovjetkant snelde het 4e Gemechaniseerde Korps (Generaal-majoor Vasily T. Volsky) richting het dorp, komend vanaf het 57e Sovjetleger. Het korps had nog geen tijd gehad om personeel en materieel aan te vullen na het november-offensief; het had nu 94 tanks, waarvan 44 T-34’s en de rest de lichte T-70’s. Maar deze actie zou de reden worden waarom de Duitse ontzettingspoging zou falen. Op deze dag was de weg naar Stalingrad bijna leeg, en als het 4e Gemechaniseerde Korps niet tussenbeide gekomen was, had Hoth een grotere kans gehad het 6e Leger te bereiken.

Hoewel de Sovjettroepen zware verliezen moesten incasseren, slaagden ze erin de Duitse troepen tegen het eind van de dag terug te dringen tot de oevers van de Aksay. Ze slaagden echter niet erin Verchnekoemski te heroveren. De gevechten in Verchnekoemski zouden nu drie dagen gaan duren en het Rode Leger lanceerde een serie tegenaanvallen tegen de Duitse Aksay-bruggenhoofden en de Duitse verdedigers van het dorp.

## Fase 2: Sovjet antwoord 13-18 december 1942
Het offensief van het 4e Pantserleger dwong Stavka om zijn voorbereidingen voor Operatie Saturnus te herzien en op 13 december werd het 2e Gardeleger vrijgegeven voor inzet aan het Stalingrad Front. Dit leger, met een sterkte van 90.000 man onder bevel van Luitenant-generaal Rodion Malinovski, bestond uit de 1e en 13e Garde Fuselierskorpsen en het 2e Garde Gemechaniseerde Korps.

Intussen bleven het 4e Gemechaniseerde Korps (op 18 december omgedoopt in 3e Garde Gemechaniseerde Korps) en het intussen ook gearriveerde 13e Tankkorps (Generaal-majoor Trofim I. Tanastsjisjin) tegenaanvallen uitvoeren op de Duitse troepen bij de Aksay, om tijd te winnen voor de komst van het 2e Gardeleger. Op 15 december moest de 6e Pantserdivisie uiteindelijk Verchnekoemski opgeven en terugtrekken naar Zalivisky. Het 1378e Fuseliersregiment van de net in de strijd geworpen 87e Fuseliersdivisie lag in het brandpunt. Tussen 15 en 18 december verdedigde dit regiment tegen vele Duitse aanvallen, verloor 1000 man, maar hield stand. De regimentscommandant, Luitenant-kolonel Mikhail S. Diasamidze, kreeg voor deze actie de titel Held van de Sovjet-Unie.
Verder noordelijk begonnen zich echter moeilijkheden voor de Duitsers te vormen. Op 16 december lanceerden de Sovjets Operatie Kleine Saturnus, die het front van het 8e Italiaanse Leger aanviel en openscheurde. Dit, en de zware verliezen die de pantserdivisies van het 57e Pantserkorps intussen geleden hadden, deed von Manstein heroverwegen of het offensief nog wel moest doorgaan. Om de zaken voor het 57e Pantserkorps nog lastiger te maken, weigerde Hitler op 18 december een uitbraakoperatie van het 6e Leger richting de ontzettingstroepen, ondanks een pleidooi van von Manstein.
De 17e Pantserdivisie was intussen ook geheel verzameld en was sinds 17 december in actie bij Generalovski aan de linkerkant van de 6e Pantserdivisie. Die kreeg hierdoor meer lucht, aangezien daarmee de voortdurende flankaanvallen van de Sovjets ophielden. Met sterke luchtsteun van de Luftwaffe kregen de Duitsers de overhand en slaagden erin het initiatief voor de opmars naar de rivier de Misjkova weer naar zich toe te trekken.

## Fase 3: Het einde van het offensief 19-23 december 1942

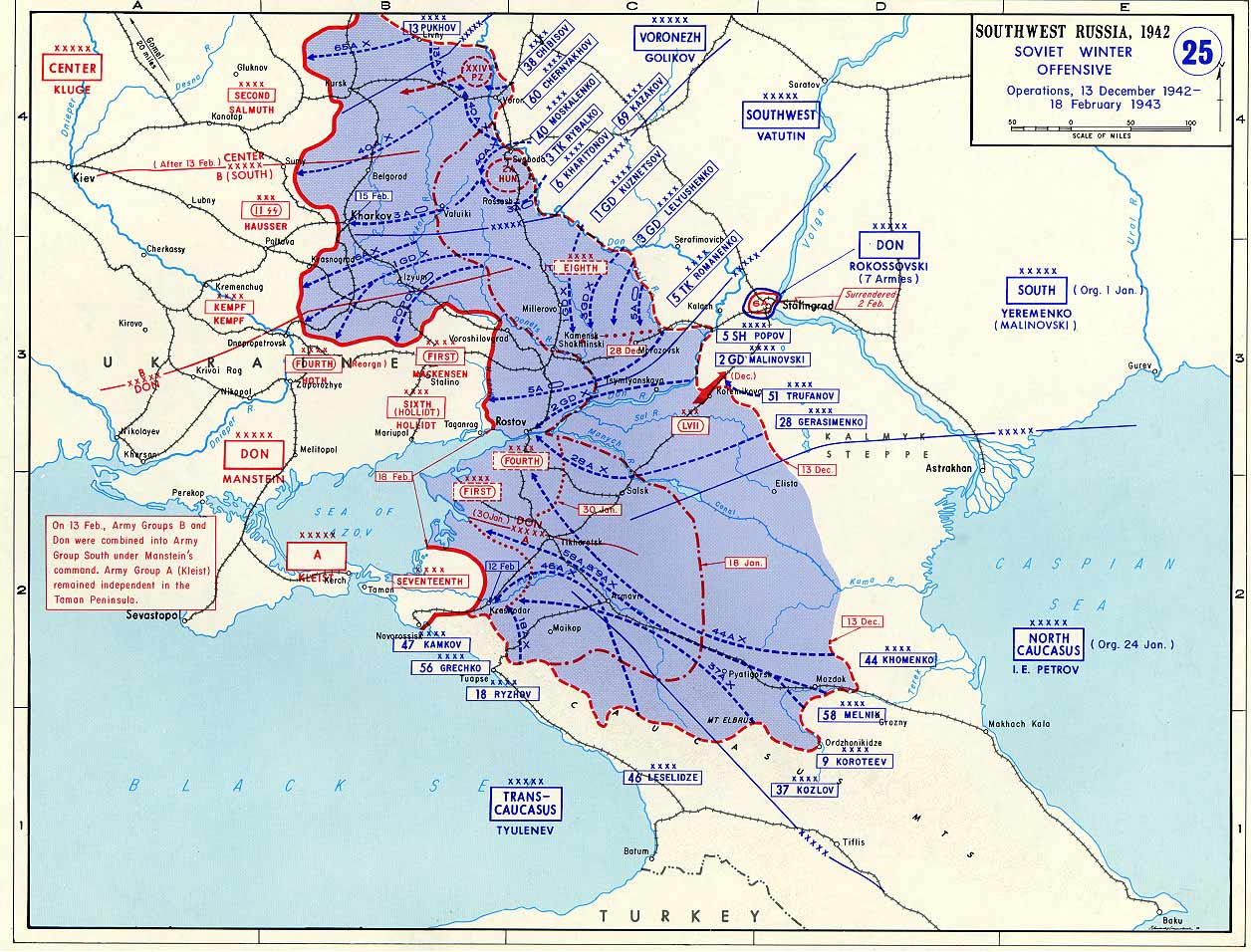
Overzicht van de gebeurtenissen vanaf 13 december 1942 aan het zuidelijke Oostfront

Op 19 december werd Verchnekoemski eindelijk ingenomen en vervolgens ondernam het panzerregiment van de 6e Pantserdivisie een raid van 30 km naar de Misjkova, veroverde een brug, stak die over en veroverde Vasilyevka in de nacht. Maar de tanks waren alleen zonder pantsergrenadiers en hadden gebrek aan munitie en brandstof en waren daarmee in een lastige situatie. Pas in de volgende dagen konden de pantsergrenadiers aansluiten, nadat de tanks zo’n 36 uur op zichzelf waren aangewezen. Tegen 22 december had de 23e Pantserdivisie aan de rechterkant Birsovoj ingenomen en de 17e Pantserdivisie had een tweede bruggenhoofd over de Misjkova geslagen bij Gromoslavka.
Op 19 december stuurde von Manstein zijn hoogste inlichtingenofficie, majoor Eismann, naar Stalingrad om de bevelhebber van het 6e Leger (kolonel-generaal Friedrich Paulus) een beeld te geven van de strategische situatie van Heeresgruppe Don. Paulus was niet onder de indruk en weigerde een uitbraak te ondernemen, o.a. door het bevel van Hitler. Dit ondanks het feit dat op deze dag het 57e Pantserkorps slechts 48 km van het 6e Leger verwijderd was.
Op 23 december kreeg de 6e Pantserdivisie de order het offensief te staken, uit het Misjkova bruggenhoofd te vertrekken en op transport te gaan naar de zuidelijke Chir om daar verdere Sovjet-offensieven te weerstaan. Daarmee was de facto Operatie Wintergewitter ten einde gekomen, aangezien hiermee de sterkste divisie weggenomen was.

## Nasleep
Nu ging het 2e Gardeleger, gesteund door het 51e Leger, in het offensief en het 57e Pantserkorps was gedwongen vanaf 26 december terug te trekken naar zijn startposities. Maar ook die positie moest onder druk van de Sovjets al op 29 december opgegeven worden, onder ander omdat de Roemeense eenheden op de flank verslagen en doorbroken werden.  Zowel dus deze positie als de Duitse positie langs de Chir waren nu in gevaar en Heeresgruppe Don moest alles op alles zetten om de terugtocht van Heeresgruppe A uit de Kaukasus mogelijk te maken. Het 6e Leger was op zichzelf aangewezen, maar niet meer in staat uit te breken. Op 10 januari 1943 lanceerde het Donfront de Operatie Koltso, de afsluitende aanval op het omsingelde 6e Leger, dat zich ten slotte op 2 februari 1943 overgaf.

## Het weer
| Datum          | 12-12  | 13-12  | 14-12   | 15-12   | 16-12   | 17-12  | 18-12  | 19-12   | 20-12   | 21-12   | 22-12   | 23-12   |
| -------------- | ------ | ------ | ------- | ------- | ------- | ------ | ------ | ------- | ------- | ------- | ------- | ------- |
| weer           | helder | helder | bewolkt | bewolkt | bewolkt | helder | helder | bewolkt | bewolkt | bewolkt | bewolkt | bewolkt |
| dagtemperatuur | -5°C   | -2°C   | +2°C    | +2°C    | -7°C    | -12°C  | -10°C  | -7°C    | -4°C    | -5°C    | -2°C    | -3°C    |

Niet te koud voor dit gebied in de eerste dagen, sneeuwhoogtes ongeveer 20 cm, maar de verijsde wegen waren problematisch voor de wielvoertuigen en in mindere mate ook voor rupsvoertuigen.